# Dielheim
Dielheim este o comună din landul Baden-Württemberg, Germania.